# Kostrová jaskyňa
Kostrová jaskyňa (pol. Jaskinia Szkieletowa) – jaskinia krasowa w Krasie Słowacko-Węgierskim na Słowacji. Długość korytarzy 60 m.

## Położenie
Jaskinia leży w powiecie Koszyce-okolice, na terenie katastralnym wsi Zádiel. Znajduje się w dolnej części Doliny Zadzielskiej, wysoko w jej lewym (orograficznie) zboczu, w utworze skalnym zwanym Orlą Basztą (słow. Orla Bašta, 625 m n.p.m.), w masywie Zadzielskiego Kamienia. Z jej wylotu jest dobry widok na przedpole Doliny Zadzielskiej.

## Geneza i morfologia
Jaskinia Kostrová powstała w mezozoicznych wapieniach płaszczowiny silickiej, budujących prawie cały Płaskowyż Zadzielski. Jest jaskinią typu szczelinowo-zapadliskowego.

## Archeologia
Jaskinia jest cennym miejscem z punktu widzenia archeologii. Przebywała w niej w dwóch kolejnych fazach ludność kultury bukowogórskiej, a następnie ludność reprezentująca kulturę kyjatycką. Pozostała po nich w jaskini blisko półmetrowej grubości warstwa zwierzęcych i ludzkich kości (tych ostatnich – ze śladami ludożerstwa), zawierająca też szereg innych znalezisk archeologicznych.

## Historia
Jesienią i zimą 1944 r. w jaskini ukrywali się dezerterzy z armii węgierskiej, zaopatrywani w żywność i informacje przez mieszkańców Zádieli. Część z nich zasiliła wkrótce węgierski oddział partyzancki im. Sándora Petőfiego w brygadzie M. Rákosiego.

## Ochrona jaskini
Jaskinia leży w granicach rezerwatu przyrody Zádielska tiesňava, na terenie Parku Narodowego Kras Słowacki. Z dniem 1 grudnia 1979 r. Ministerstwo Kultury Słowackiej Republiki Socjalistycznej objęło ją dodatkowo ochroną jako chroniony twór przyrody (słow. Chránený prírodný výtvor Kostrová jaskyňa). Po nowelizacji z 1995 r. jest chroniona jako pomnik przyrody (słow. prírodná pamiatka).

## Turystyka
Jaskinia nie jest udostępniona do zwiedzania.